# Regina Görner
Regina Görner (née le 27 mai 1950 à Trèves) est une syndicaliste et femme politique allemande.

## Biographie
Regina Görner fait des études à l'université de la Ruhr à Bochum. De 1985 à 1988, elle est l'assistante de Rita Süssmuth, ministre fédérale de la Jeunesse, de la Famille, des Femmes et de la Santé. En 1989, elle devient secrétaire de la section de Hesse d'ÖTV puis de 1990 à 1999 membre du conseil fédéral de la Confédération allemande des syndicats. Görner est ministre des Femmes, du Travail, de la Santé et des Affaires sociales de la Sarre dans le cabinet Müller I. De septembre 2005 à octobre 2011, elle est membre du conseil d'administration de IG Metall. Elle n'est pas réélue en octobre 2011. Depuis 1991, elle est membre du conseil fédéral de l'Association des employés chrétiens-démocrates (de).
En 2010, elle rejoint la Lesben und Schwule in der Union (de) alors qu'elle n'est pas lesbienne pour lutter contre les discriminations ; en 2012, elle entre dans le conseil fédéral.
Passionnée de chant choral, elle est élue à l'unanimité en avril 2011 présidente de la Bundesvereinigung Deutscher Chorverbände, fédération d'associations nationales. Elle démissionne en fin d'année.

## Source de la traduction
- (de) Cet article est partiellement ou en totalité issu de l’article de Wikipédia en allemand intitulé « Regina Görner » (voir la liste des auteurs).